# Olympische Sommerspiele 2008/Trampolinturnen – Frauen
Das Trampolinturnen der Frauen bei den Olympischen Sommerspielen 2008 in der chinesischen Hauptstadt Peking wurde am 18. August im Nationalen Hallenstadion ausgetragen. Es traten 16 Athletinnen an.
Der Wettbewerb bestand aus einer Qualifikationsrunde und dem Finale. Jede Turnerin absolvierte zwei Übungen, eine Pflicht und eine Kür, deren Wertungen zur Gesamtpunktzahl zusammenaddiert wurden. Die acht besten Turnerinnen der Qualifikation traten am gleichen Tag im Finale an. Hier wurde eine Übung geturnt, die nach Schwierigkeit, Ausführung und Flugphase bewertet wurde.

## Qualifikation
| Platz | Turnerin            | Nation             | Pflicht | Kür  | Strafpunkte | Gesamt |
| ----- | ------------------- | ------------------ | ------- | ---- | ----------- | ------ |
| 1     | He Wenna            | China              | 30,1    | 37,1 |             | 67,2   |
| 2     | Irina Karawajewa    | Russland           | 29,7    | 36,7 |             | 66,4   |
| 3     | Rosannagh MacLennan | Kanada             | 29,9    | 36,1 |             | 66,0   |
| 4     | Karen Cockburn      | Kanada             | 28,6    | 37,0 |             | 65,6   |
| 5     | Luba Golowina       | Georgien           | 28,7    | 36,2 |             | 64,9   |
| 6     | Olena Mowtschan     | Ukraine            | 28,1    | 36,7 |             | 64,8   |
| 7     | Anna Dogonadze      | Deutschland        | 29,7    | 34,6 |             | 64,3   |
| 8     | Yekaterina Xilko    | Usbekistan         | 29,1    | 34,8 |             | 63,9   |
| 9     | Tazzjana Pjatrenja  | Belarus            | 28,6    | 35,2 |             | 63,8   |
| 10    | Claire Wright       | Großbritannien     | 29,1    | 34,0 |             | 63,1   |
| 11    | Natalja Tschernowa  | Russland           | 29,0    | 34,0 |             | 63,0   |
| 12    | Haruka Hirota       | Japan              | 28,5    | 34,1 |             | 62,6   |
| 13    | Erin Blanchard      | Vereinigte Staaten | 27,1    | 33,8 |             | 60,9   |
| 14    | Huang Shanshan      | China              | 30,0    | 29,0 |             | 59,0   |
| 15    | Lenka Popkin        | Tschechien         | 25,8    | 31,8 |             | 57,6   |
| 16    | Ana Rente           | Portugal           | 27,1    | 4,5  |             | 31,6   |

## Finale
| Platz | Turnerin            | Nation      | Schwierigkeit | Punkte | Strafpunkte | Gesamt |
| ----- | ------------------- | ----------- | ------------- | ------ | ----------- | ------ |
| 1     | He Wenna            | China       | 14,50         | 38,80  |             | 37,80  |
| 2     | Karen Cockburn      | Kanada      | 14,40         | 37,50  |             | 37,00  |
| 3     | Yekaterina Xilko    | Usbekistan  | 14,40         | 37,50  |             | 36,90  |
| 4     | Olena Mowtschan     | Ukraine     | 13,90         | 37,80  |             | 36,60  |
| 5     | Irina Karawajewa    | Russland    | 14,70         | 36,00  |             | 36,20  |
| 6     | Luba Golowina       | Georgien    | 13,30         | 37,90  |             | 36,10  |
| 7     | Rosannagh MacLennan | Kanada      | 14,40         | 35,10  |             | 35,50  |
| 8     | Anna Dogonadze      | Deutschland | 08,20         | 18,20  |             | 18,90  |